# Quico Cadaval

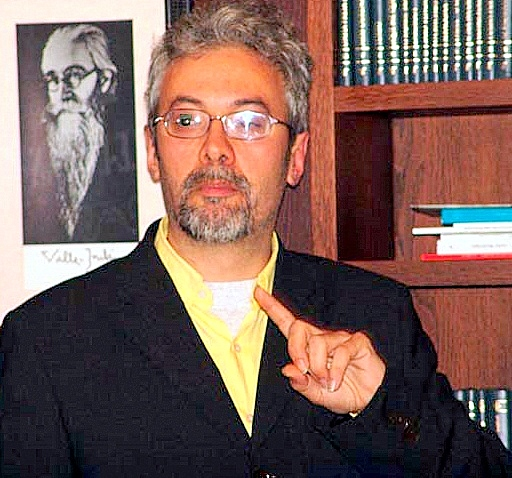
Quico Cadaval.

Quico Cadaval (Ribeira, 1960) es un actor, director, adaptador teatral y narrador español, impulsor del movimiento de radioteatros surgido en Galicia en la década de los noventa.
Aprendió a contar cuentos donde unas ancianas y/o amas de casas se encargaron de transmitirle historias, y también historias a personas, de más variada índole, que pasaban por la taberna de su nacimiento. Comenzó la interpretación teatral a finales de los años setenta en el Centro Dramático Gallego, y ya en los años ochenta fundó su propia compañía: "O Moucho Clerc". Trabajó en diferentes producciones de TVG, así como en cortometrajes y largometrajes, y recibió diferentes premios por su trabajo en el teatro. Fue profesor de interpretación de la Operación Triunfo portuguesa en el año 2003.
Es autor de textos como O Códice Clandestino (1989), O rouxinol de Bretaña (1991) para la compañía O Moucho Clerk, o Espantoso (2002), premio María Casares al mejor texto original del año. Coautor también en ocasiones como los textos Balada das mulleres doutro tempo (con Xepe Casanova) y O rei nu (con Cándido Pazó) para la compañía Ollomoltranvía.
En teatro ha dirigido entre otras las obras Días sen gloria (1993) de Roberto Vidal Bolaño, Noite de Reis (2008) de Shakespeare, Oeste solitario (2011), de Martin McDonagh o la Ópera dos tres reàs (2011) de Bertolt Brecht con el Centro Dramàtico Galego.

## Trabajos que ha realizado
- Representación de la adaptación teatral para marionetas y cantares de ciego de Romance de una fatal ocasión (editado por el Museo de Pontevedra), 2023/ Actor y director.
- Galicia caníval (2012)/ Director.
- Románticos (2012)/ Director, autor y actor.
- A ópera dos tres reás (2011) / Director.
- Shakespeare para ignorantes (2010) / Director, autor y actor.
- Noite de Reis. Ou o que queirades (2008) / Director. Premio María Casares por mejor dirección
- A miña sogra e mais eu (2004) / Director.
- Máxima audiencia (2004) / Actor.
- O ano da comenta (2004 / Director.
- Entre bateas (2001) / Actor.
- Amor Serrano (1999) / Actor.
- Apaga la luz (1999) / Guionista.
- La rosa de piedra (1999) / Actor.
- Cabeza de boi (1996) / Actor.
- Matías, juez de línea (1995) / Actor.
- Como en Irlanda (1996) / Director
- Días sen gloria (1993) / Director
- O Códice Clandestino (1989) / Autor y director.